# 붉은문착
붉은문착 또는 인도문착(Muntiacus muntjak)은 동남아시아에 서식하는 문착의 일종이다. IUCN 적색 목록에 관심 대상 종으로 등록되어 있다. 부드럽고 짧은 갈색을 띠거나 회색을 띠는 털을 갖고 있으며, 일부는 크림색 반점이 있다. 잡식성 동물로 풀과 열매, 새싹, 씨앗, 새알 또는 작은 동물 등을 먹는다. 때로는 동물들의 썩은 고기를 먹기도 하여, 청소 동물로 보이기도 한다. 포식자로부터의 위협을 느낄 때, 짖는 듯한 울음 소리를 내곤 한다.

## 아종 및 분포 지역
15종의 아종이 알려져 있다.
- Muntiacus muntjak annamensis - 인도차이나
- Muntiacus muntjak aureus - 인도 반도
- Muntiacus muntjak bancanus - 블리퉁섬 및 방카섬
- Muntiacus muntjak curvostylis - 태국
- 버마문착 (Muntiacus muntjak grandicornis) - 버마
- Muntiacus muntjak malabaricus - 인도 남부 및 스리랑카
- 산악문착 (Muntiacus muntjak montanus) - 수마트라섬
- 자와문착 (Muntiacus muntjak muntjak) - 자와섬 및 수마트라 섬 남부
- Muntiacus muntjak nainggolani - 발리섬 및 롬복섬
- 검은발문착 또는 검은다리문착 (Muntiacus muntjak nigripes) - 베트남 및 하이난섬
- Muntiacus muntjak peninsulae - 말레이시아
- Muntiacus muntjak pleicharicus - 보르네오섬 남부
- Muntiacus muntjak robinsoni - 빈탄섬 및 링가섬
- Muntiacus muntjak rubidus - 보르네오 섬 북부
- Muntiacus muntjak vaginalis - 버마 및 중국 남서부

## 참고 자료
- Hutchins, Michael (ed.) (2004). Muntjacs. Grzimek's Animal Life Encyclopedia. 2nd ed. 15 vols. Detroit: The Gale Group Inc, 2004.
- Kurt, Fred (1990). Muntjac Deer. Grzimek's Encyclopedia of Mammals. 1st ed. 5 vols. St. Louis: McGraw-Hill.
- Nowak, Ronald M. (1999). Muntjacs, or Barking Deer. Walker's Mammals of the World. 6th ed. 2 vols. Baltimore: The Johns Hopkins UP.